# Prionotus evolans
Prionotus evolans is een straalvinnige vissensoort uit de familie van de  ponen (Triglidae). De wetenschappelijke naam is gepubliceerd in 1766 door Linnaeus.